# Chris Lowe
Christopher Sean Lowe, művésznevén Chris Lowe (Blackpool, 1959. október 4.– ) brit zenész, Neil Tennant mellett a Pet Shop Boys nevű popduó tagja.

## Élete
Chris Lowe a Lancashire megyei Blackpool településen született, iskolai tanulmányait is ott végezte. Egyik nagyapja dzsesszharsonás volt, így zenei pályáját ő is harsonásként kezdte, mint a régi popklasszikusokat játszó One Under the Eight együttes tagja. Érettségi után építészetet kezdett tanulni a liverpooli egyetemen, de tanulmányait nem fejezte be, mert 1981 körül megismerkedett Neil Tennanttel, akivel még abban az évben megalakították a Pet Shop Boys együttest.
A kezdeti időszakban a duó még a West End nevet viselte, a Pet Shop Boys név ötlete onnan jött, hogy közös barátaik egy része állatkereskedésben dolgozott. [A Pet Shop Boys kifejezés hozzávetőleges magyar jelentése: fiúk a kisállat-kereskedésből.] Az együttes számára az első komolyabb sikereket az 1983-as év hozta el, első stúdióalbumukat pedig 1986-ban jelentették meg, amit 2013-ig tizenegy másik követett, kiegészülve számos válogatásalbummal és több tucatnyi kislemezzel. Lowe az együttesben rendszerint a háttérember szerepét vállalta magára, mint billentyűs, az énekes–frontember Tennant mögött.
Lowe máskülönben nem vett részt túl sok szólóprojektben: más előadók vagy reklámklipek számára mindössze néhány alkalommal működött közre, mint dalszerző vagy producer, egy-két szám elkészítésében; egy esetben vállalt epizódszerepet – 1995-ben – egy ausztrál szappanoperában, és ugyancsak egyetlen esetben engedte be a lakásába (1997-ben) egy lakberendezési magazin riportereit. A Pet Shop Boys billentyűseként is arról lett ismert, hogy rendkívül visszafogott testtartásban, szinte mozdulatlanul állva játszott a koncerteken.

### Állítólagos homoszexualitása
A Pet Shop Boys együttes dalait már a kezdetektől fogva megkülönböztetett figyelemmel kísérték a homoszexuális közösségek, mert jó néhány számukban homoszexuális utalásokat véltek felfedezni, illetve tévesen egy párnak gondolták a két előadót (Tennant 1990-ben megjelentetett visszaemlékezései szerint még az egyik korábbi menedzserük, Tom Watkins is így vélekedett róluk). Tennant sokáig nem erősítette meg, de nem is cáfolta saját magát illetően, hogy homoszexuális volna, végül 1994-ben vallotta meg ilyetén szexuális orientációját az Attitude című amerikai homoszexuális életmódmagazinnak. Lowe viszont sem akkor, sem később nem beszélt saját irányultságáról, mindössze annyit mondott 1996-ban a BBC egy rádióműsorában, hogy számára csak „[emberi] szexualitás” létezik.

## Külső hivatkozások
- A Pet Shop Boys hivatalos weboldala
- Chris Lowe diszkográfiája a Discogs oldalán
- Chris Lowe az Internet Movie Database oldalon (angolul)

## Fordítás
- Ez a szócikk részben vagy egészben  a   Chris Lowe című angol Wikipédia-szócikk fordításán alapul.  Az eredeti cikk szerkesztőit annak laptörténete sorolja fel. Ez a jelzés csupán a megfogalmazás eredetét és a szerzői jogokat jelzi, nem szolgál a cikkben szereplő információk forrásmegjelöléseként.